# Abdul Malek Rigi

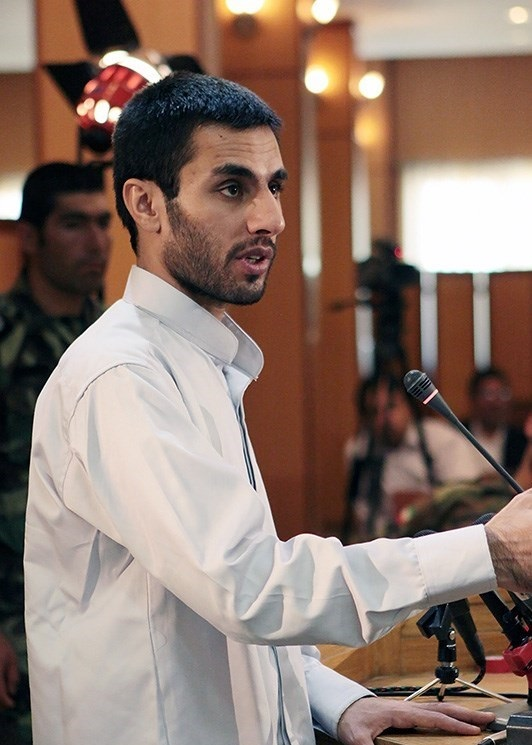
Abdolmalek Rigi under rättegången, 18 juni 2010

Abdul Malek Rigi, född 1979 i Zahedan, död 20 juni 2010 i Teheran, var en baluchisk upprorsledare som grundat och ledde Folkets motståndsrörelse i Iran.
Rigi sade själv att han kämpade för folket i Iran mot det våld som regeringen använder mot folket.
Rigi hängdes i gryningen den 20 juni 2010 i Evinfängelset.